# پروب پریودنتال
در دندانپزشکی، پروب پریودنتال ابزاری است که معمولاً بلند، نازک و دارای نوک کند می‌باشد. عملکرد اصلی آن ارزیابی عمق پاکت‌های اطراف دندان به منظور تعیین سلامت کلی پریودنشیوم است. برای دقت و خوانایی بهتر، نشانگرهای اندازه‌گیری روی سر این ابزار حک شده‌اند.

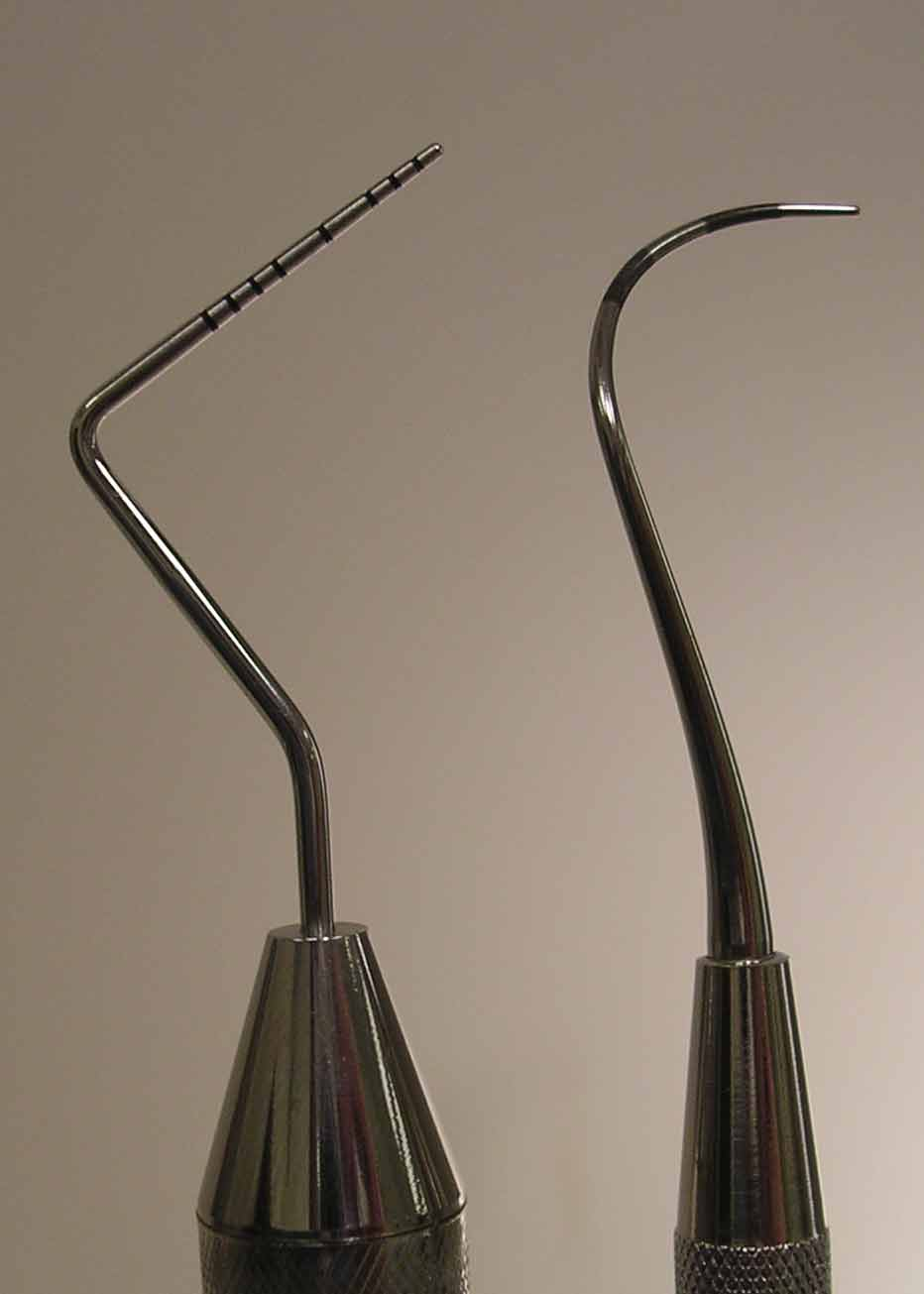
پروب O میشیگان با نشانگرهای ویلیامز (سمت چپ) و پروب نابرز با نواحی رنگی متناوب هر ۳ میلی‌متر (سمت راست).